# 萨尔特河畔莫拉讷
萨尔特河畔莫拉讷（法語：Morannes-sur-Sarthe，法語發音：[mɔʁan syʁ saʁt] ⓘ）是法国曼恩-卢瓦尔省的一个短暂存在的市镇，属于昂热区。萨尔特河畔莫拉讷于2016年由原市镇莫拉讷和萨尔特河畔舍米雷合并而成。次年，萨尔特河畔莫拉讷与市镇多姆赖合并为新市镇萨尔特河畔莫拉讷-多姆赖，萨尔特河畔莫拉讷为新市镇行政中心。

## 地理
萨尔特河畔莫拉讷（47°44'47"N, 0°24'56"W）面积47.35 平方千米，位于法国卢瓦尔河地区大区曼恩-卢瓦尔省，该省份为法国西部内陆省份，大致对应安茹地区，北起顺时针与马耶讷省、萨尔特省、安德尔-卢瓦尔省、维埃纳省、德塞夫勒省、旺代省、大西洋卢瓦尔省和伊勒-维莱讷省接壤。
与萨尔特河畔莫拉讷接壤的市镇（或旧市镇、城区）包括：布里萨尔特、孔蒂涅、多姆赖、圣但尼当茹、佩圣母村、普雷西涅、萨尔特河畔舍米雷。
萨尔特河畔莫拉讷的时区为UTC+01:00、UTC+02:00（夏令时）。

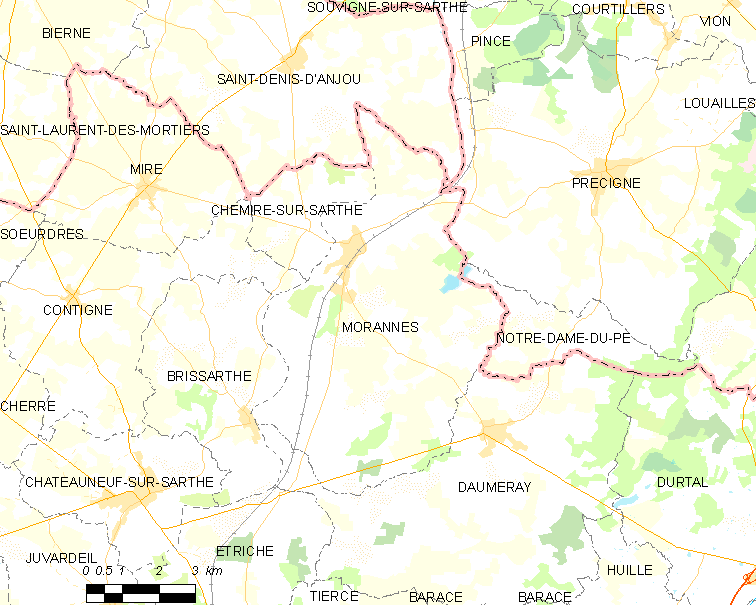
萨尔特河畔莫拉讷的OSM定位图

## 行政
萨尔特河畔莫拉讷的邮政编码为49640，INSEE市镇编码为49220。

## 政治
萨尔特河畔莫拉讷所属的省级选区为蒂耶尔塞县。

## 人口
萨尔特河畔莫拉讷于时的人口数量为人。